# 岩本裕司
岩本裕司（いわもと ゆうじ、1962年4月8日 - ）は、北海道苫小牧市出身の元アイスホッケー選手、指導者。アジアリーグアイスホッケーの横浜GRITSに所属。

## 経歴
苫小牧市立和光中学校、駒大苫小牧高に進学し、1981年に雪印乳業に入社し、アイスホッケー部に入部。1999年からは選手兼任監督に就任。2001年の廃部に伴い現役を引退した。日本リーグ通算604試合出場は2009年時点での歴代最多出場記録であった。
第22回日本アイスホッケーリーグでは、ベスト6・アシスト王・ポイント王を獲得した。
日本リーグでは604試合の出場で、239ゴール、263アシスト、502ポイントをあげた。　　
「アイスホッケーの鉄人」「ミスター雪印」と呼ばれ、日本アイスホッケー界を牽引した。
また、日本代表としても、リレハンメル五輪予選などに出場した。
指導者としては、日本アイスホッケー連盟強化委員を務め、2004年に、U-20代表アシスタントコーチ、2007年にU-18代表アシスタントコーチ、2008年よりU-20代表ヘッドコーチを務め、2年目の2009年には、チームをDivision IIからDivision Iへ昇格させた。
2009年から北米ジュニアリーグのノースアメリカン・ホッケー・リーグ(NAHL)のモーターシティーメタルジャケッツ(現：ジャームズタウン・アイアンメン)のアシスタントコーチに就任。
2011年にチーム名が変更後もアイアンメンのアシスタントコーチを継続。
2013年6月7日にH.C.栃木日光アイスバックスの監督に就任した。
2017年6月13日にアイスホッケー日本代表の監督に就任した。
2024年6月14日に横浜GRITSのヘッドコーチに就任した。